# شارل إتيان لويس كامو
تشارلز إتيان لويس كامو (بالفرنسية: Charles Étienne Louis Camus)‏ (و. 1699 – 1768 م) هو عالم فلك، ورياضياتي من فرنسا . وكان عضواً في الجمعية الملكية، والأكاديمية الفرنسية للعلوم .
توفي في باريس، عن عمر يناهز 69 عاماً.

## جوائز
حصل على جوائز منها:
- زميل في الجمعية الملكية.